# Tărnovlag, Kiustendil
Tărnovlag (în bulgară Търновлаг) este un sat în comuna Kiustendil, regiunea Kiustendil,  Bulgaria. 

## Demografie
Componența etnică a satului Tărnovlag
     Bulgari (100%)
     Nicio identificare (0%)
     Altele (0%)
La recensământul din 2011, populația satului Tărnovlag era de 132 locuitori. Din punct de vedere etnic, toți locuitorii erau bulgari.